# Argobuccinum pustulosum
Argobuccinum pustulosum, tên tiếng Anh: pustular triton, là một loài ốc biển săn mồi, là động vật thân mềm chân bụng sống ở biển trong họ Ranellidae, họ ốc tù và.